# Dwarka

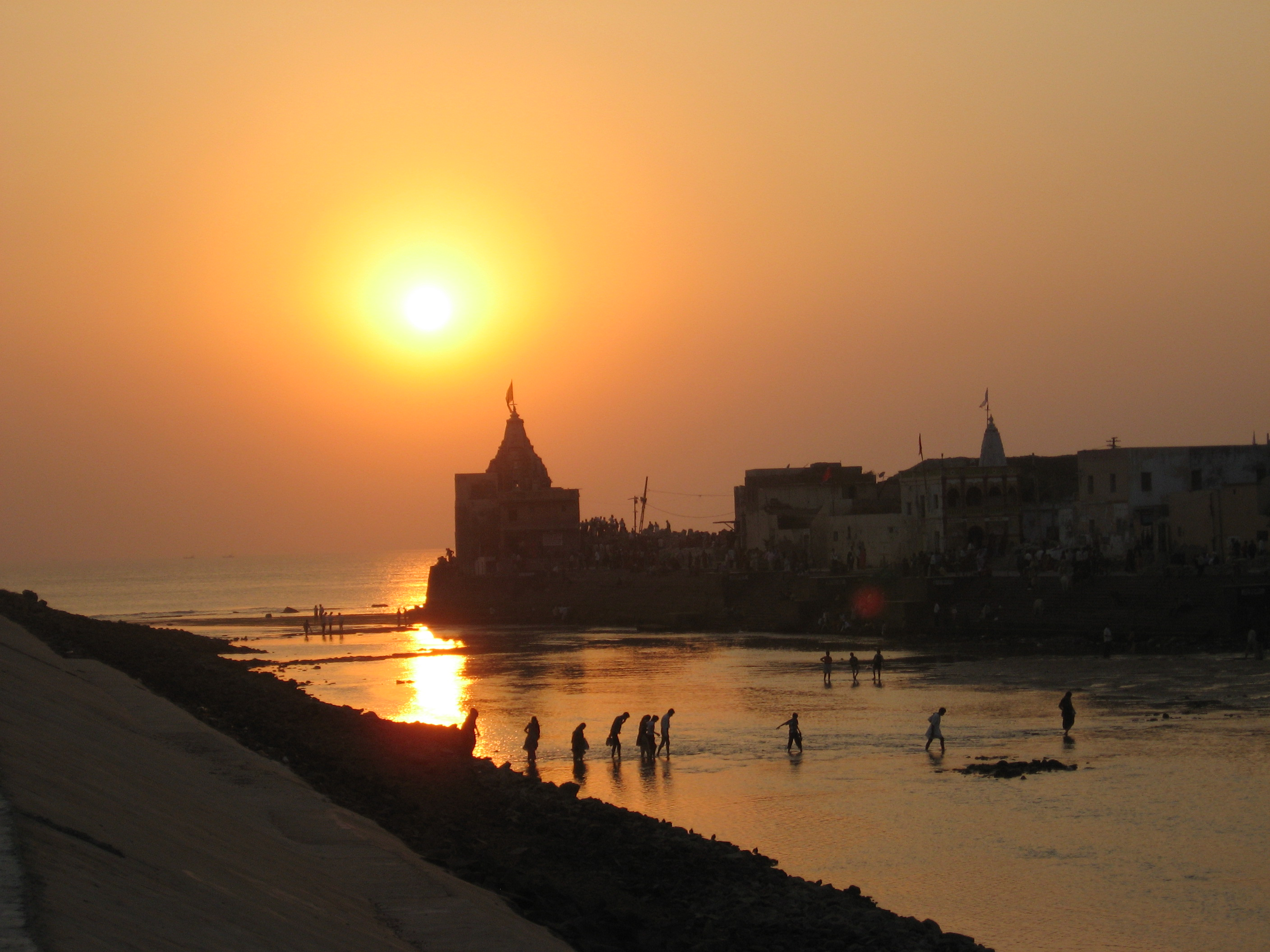
Solnedgång vid Dwarka.

Dwarka (av sanskr. dwar, "dörr") är en stad i den indiska delstaten Gujarat, och en av Indiens sju heliga städer. Staden finns i Devbhoomi Dwarkadistriktet, vid Gomtiflodens mynning i Kutchviken. Folkmängden uppgick till 38 873 invånare vid folkräkningen 2011.

## Myten

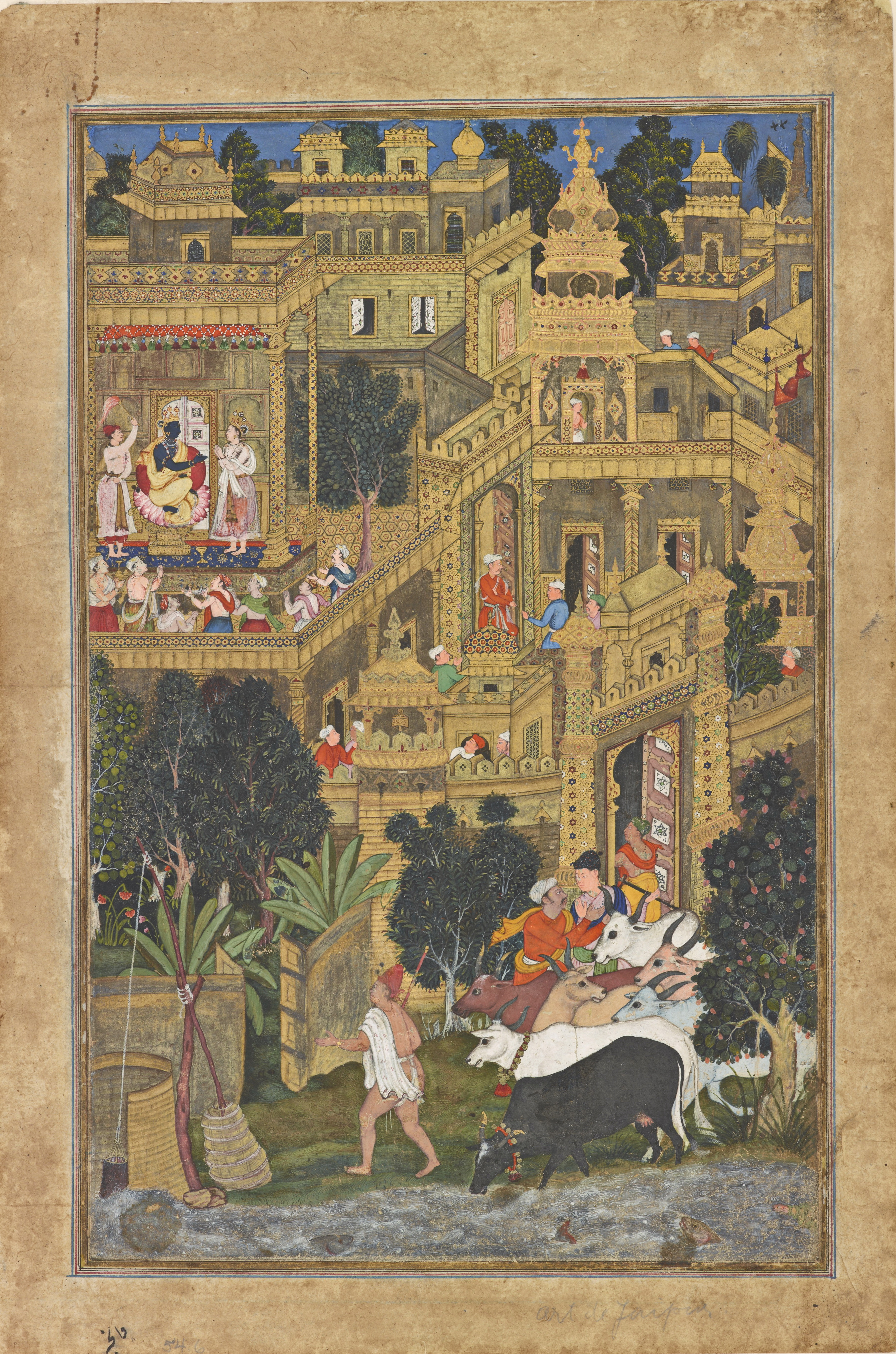
Målning från cirka 1600 av Krishnas Dwarka.

Enligt legenden ska guden Krishna ha flyttat från Mathura för att grunda Dwarka. Den nuvarande staden ska vara den som byggdes på 600-talet. Jagatmandirtemplet i Dwarka hyser guden Dwarkadhish, en av Krishnas (Vishnus) avatarer.[källa behövs] I närbelägna templet Nageshvara Jyotirlinga finns en av de 12 heligaste platserna för de hinduer som dyrkar guden Shiva.